# Wake Me When It's Over (The Cranberries)
Wake Me When It's Over è il secondo singolo estratto dall'album dei The Cranberries In the End, pubblicato il 19 marzo 2019.

## Descrizione
Noel Hogan, chitarrista dei Cranberries, ha dichiarato di aver composto il brano musicale nello stile di Dolores O'Riordan, deceduta nel mese di gennaio 2018.

## Video musicale
Il video del brano è un cartone animato, così come il primo singolo.